# Збагачення золотоносних руд

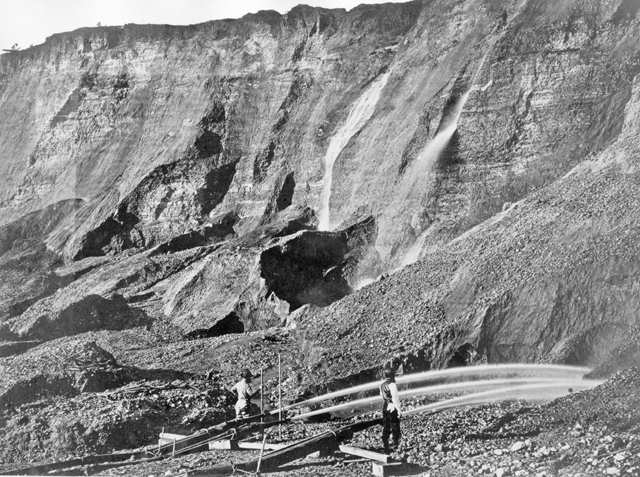
Золотовидобувна копальня, Каліфорнія, між 1857 і 1870 рр. Гідромоніторний розмив гірської породи.

Збагачення золотоносних руд. Схеми і режими переробки руд суттєво залежать від їхнього мінерального складу, зруйнованості, наявності або відсутності домішок, які ускладнюють вилучення золота, а також від розмірів частинок золота.

### Історія
У середньовіччі золото збагачували промивкою, адгезійним способом на шкурах. Так Георгом Агріколою у 1556 р. у фундаментальній праці «Про гірничу справу та металургію» (De Re Metallica) описано ряд способів промивки золотовмісних руд.
Ось один з описаних Г.Агріколою способів збагачення золота: "У Тюрінгії видовбують в верхньому відділенні герда круглі ямки шириною і глибиною в палець, з'єднані між собою борозенками. Герд покривають полотном. Пісок для промивки накладають на верх герда і помішують дерев'яним гребком, внаслідок чого вода зносить легкі частинки золота на полотно, більш важкі осідають в ямках; коли останні наповнюються ними, верх знімають з герда і спорожнюють в діжку, а зібрані частки золота промивають в промивному кориті. Деякі будують герд з чотирикутними ямками, що мають внизу неглибокі виїмки, в яких і осідають золоті частинки. Інші збивають герд з шорсткуватих дощок, до шорсткостей яких і пристають дрібні золоті блискітки; такі герди використовують замість полотняних гер-дів і їх не покривають полотном. Коли на них промивається золотовмісний пісок, золоті частинки пристають до них не в меншій мірі, ніж до полотна, шкіри, сукна або дерну. Промивальник мете по герду вгору віником, і після того, як він намив будь-яку визначену кількість піску, він подає на герд ще більше води, яка забирає з собою золоті частинки. Він збирає їх в підставлену діжку і промиває в промивному кориті. Подібно до того як в Тюрінгії покривають герд полотниною, деякі покривають його воловими або кінськими шкурами. Вони рухають золотовмісний пісок дерев'яним гребком вгору по герду, внаслідок чого все легке в ньому виливається з водою, а золоті частинки застряють між волосками шкури. Потім шкури промиваються в діжці і зібраний шліх – в промивному кориті."

## Малосульфідні корінні руди
- З малосульфідних корінних руд залежно від крупності золото звичайно вилучається по одно- або двостадійній гравітаційно-флотаційній схемі в поєднанні з амальгамацією або ціануванням. Якщо в руді міститься достатньо крупне золото, то після першої стадії подрібнення застосовується гравітаційне збагачення, наприклад, в відсаджувальних машинах.  Така схема дозволяє з використанням гравітаційних процесів вилучити до 80 % золота.

При ціануванні відходів гравітаційного збагачення вилучення підвищується до 95 %. Однак ціанування неприйнятне для руд в яких містяться вуглисті речовини, а також сульфіди міді і стибію. Крім того, ціануванням не вилучається золото, що тонко вкраплене в сульфідні мінерали. В цьому випадку доцільніша флотація золота разом з сульфідними мінералами. При дрібному і нерівномірному вкрапленні сульфідів і золота кращі результати можуть бути одержані при збагаченні стадіальними флотаційними схемами. Однак у випадку одержання відходів з вмістом золота вище відвального їх піддають гравітаційному збагаченню в гідроциклонах або у відсаджувальних машинах з поверненням піскової фракції чи концентрату у голову процесу або у самостійний цикл на ціанування.

## Золото-піритні руди
- В золото-піритних рудах тонкодисперсне золото звичайно зв’язане з піритом, тому його виділяють флотацією разом з піритом. Для одержання відходів з відвальним вмістом золота подовжують фронт контрольної флотації з отриманням в кожної контрольної операції після однієї перечисної готового концентрату, який направляється на ціанування. Якщо тонковкраплене в піриті золото не вилучається ціануванням, флотаційний концентрат перед ціануванням випалюють при температурі 650 – 700 °C з отриманням пористого огарку, що забезпечує розкриття зерен золота. Іноді для зменшення втрат золота з відвальними відходами застосовують їхнє ціанування. Однак, якщо в руді є вільне золото, при випалі воно поглинається легкоплавкими компонентами руди і при подальшому ціануванні не вилучається. У цьому випадку застосовується схема, в якої ціануванню піддається гравітаційний концентрат з розчиненням вільного золота. Відходи ціанування направляються на сульфідну флотацію з подальшим випалом і ціануванням концентрату.

## Сульфідні золото-мідні руди
- В сульфідних золото-мідних рудах золото знаходиться не тільки у вільно-му стані, але й тонко вкраплене в сульфіди (в основному в халькопірит). В рудах крім сульфідів міді звичайно присутні пірит, арсенопірит, піротин, які також містять золото, але у меншій кількості, ніж халькопірит. Такі руди після видалення з них вільного золота гравітаційними процесами (відсадкою, збагаченням на шлюзах) і подрібнення до крупності 70 % класу — 0,2 мм направляються на І колективну флотацію, куди подаються ксантогенат і соснове масло. Після подрібнення відходів флотації до крупності 95 % класу –0,2 мм з них відсадкою вилучається вільне золото, а злив класифікації надходить на ІІ колективну флотацію, яка також проводиться з ксантогенатом і сосновим маслом.

Колективний концентрат після перечисних операцій направляється на мідну флотацію, де відбувається депресія піриту вапном, але при зниженій лужності, тому що в сильнолужному середовищі депресується золото. Одержаний золото-мідний концентрат після зневоднення і сушки направляються на мідеплавильний завод. Благородні метали при електролітичному переділі чорнової міді, що утворюється при плавці, переходять в електролітичні шлами, з яких благородні метали вилучаються на спеціальних заводах. Піритний концентрат направляється на ціанування для вилучення золота, що міститься в ньому.
Загальне вилучення золота за такою схемою становить 90 — 91 %.

## Золото-арсенові руди
- Золото-арсенові руди є найбільше важким об’єктом збагачення тому що можуть містити до 10 % арсену у вигляді арсенопіриту зі значною кількістю золота тонкого, майже емульсійного вкраплення. Крім арсенопіриту в рудах звичайно міститься халькопірит. Ці руди дуже важкозбагачувані через наявність в них вуглистих сланців.

Збагачення золото-арсенових руд здійснюється за комбінованою гравітаційно-флотаційною схемою. 
Після виділення з вихідної руди відсадкою з перечищенням на концентраційних столах гравітаційного концентрату відходи гравітаційного циклу направляються на флотацію з виділенням колективного концентрату.
Особливу складність при флотації сульфідів являють вуглисті речовини, які переходять у концентрат і значно підвищують їх вихід, але знижують вміст золота.
Крім того, ці концентрати у подальшому не можуть перероблятись ціануванням, тому що вуглисті сланці є сорбентом золотоціанистого комплексу. У цьому випадку вуглистий концентрат з колективного концентрату виділяють з доданням вапна, спінювача Т-66 і гасу, а відходи флотації вуглистих сланців з доданням мідного купоросу розділяють на золото-піритний і золото-арсеновий концентрати.

## Поліметалічні руди
- В поліметалічних рудах золото звичайно знаходиться в тонкодисперсному стані в сульфідних мінералах, в першу чергу в піриті і халькопіриті, рідше в галеніті й сфалериті і, крім того, може знаходиться у вільному стані.

Технологія вилучення золота із поліметалічних руд складається з уловлювання вільного золота в циклі подрібнення і повнішого його вилучення з концентратами, в яких воно зв’язано з основними цінними компонентами.